# Naked City Live, Vol. 1: The Knitting Factory 1989
Naked City Live je jediné koncertní album americké skupiny Naked City. Album vyšlo u Tzadik Records a produkoval ho John Zorn.

## Seznam skladeb
| Pořadí         | Název                | Autor          | Délka |
| -------------- | -------------------- | -------------- | ----- |
| 1.             | Batman               | Zorn           | 2:07  |
| 2.             | Latin Quarter        | Zorn           | 4:06  |
| 3.             | You Will Be Shot     | Zorn           | 1:24  |
| 4.             | Shot in the Dark     | Mancini        | 3:32  |
| 5.             | Skate Key            | Zorn           | 1:06  |
| 6.             | Erotico              | Morricone      | 5:24  |
| 7.             | Snagglepuss          | Zorn           | 2:09  |
| 8.             | I Want to Live       | Mandel         | 1:58  |
| 9.             | New York Flattop Box | Zorn           | 0:44  |
| 10.            | Inside Straight      | Zorn           | 8:13  |
| 11.            | Chinatown            | Goldsmith      | 6:04  |
| 12.            | Igneous Ejaculation  | Zorn           | 0:22  |
| 13.            | Ujaku                | Zorn           | 0:31  |
| 14.            | Blood Duster         | Zorn           | 0:17  |
| 15.            | Hammerhead           | Zorn           | 0:12  |
| 16.            | Speedball            | Zorn           | 0:44  |
| 17.            | Obeah Man            | Zorn           | 0:19  |
| 18.            | Den of Sins          | Zorn           | 1:19  |
| 19.            | Demon Sanctuary      | Zorn           | 0:56  |
| 20.            | The Way I Feel       | Patton         | 10:37 |
| Celková délka: | Celková délka:       | Celková délka: | 51:57 |

## Sestava
- John Zorn – altsaxofon
- Bill Frisell – kytara
- Wayne Horvitz – klávesy
- Fred Frith – baskytara
- Joey Baron – bicí